# Outrageous Fortune (película)
Outrageous Fortune (conocida como Increíble suerte en España y Dos rivales tras un canalla en Perú y Argentina) es una película de comedia estadounidense de 1987 escrita por Leslie Dixon, dirigida por Arthur Hiller y protagonizada por Shelley Long y Bette Midler. El título está tomado de Hamlet de Shakespeare («...the slings and arrows of outrageous fortune...», «...las hondas y flechas de la escandalosa fortuna...»). Es la décima película de Touchstone Pictures.
La película fue un éxito de taquilla y Midler fue nominada al Globo de Oro a la mejor actriz - película musical o comedia, y ganó un premio de los American Comedy Awards a la actriz más divertida en una película (papel protagónico).

## Argumento
La refinada pero desempleada actriz Lauren Ames (Shelley Long) finalmente tiene la oportunidad de estudiar con el gran profesor de teatro Stanislav Korzenowski (Robert Prosky). Sandy Brozinsky (Bette Midler), una actriz atrevida y ruidosa, decide por casualidad estudiar también con Korzenowski. Lauren y Sandy se desagradan instantáneamente cuando se conocen por primera vez en la clase de Korzenowski, pero sin que lo sepan, ambas mujeres comienzan a salir con el mismo hombre, Michael Santers (Peter Coyote).
Cuando Michael «muere» en una explosión de gas en una tienda local, Lauren y Sandy descubren que Michael pudo haber fingido su muerte y forman una alianza incómoda para seguir pistas por todo el país para encontrarlo y obligarlo a elegir entre ellos. Durante su búsqueda, Lauren y Sandy son perseguidos por agentes de la CIA, así como por asesinos rusos que también persiguen a Michael.
Cuando Lauren y Sandy finalmente encuentran a Michael, él intenta matarlas a ambas y se ven obligadas a correr hasta que son capturadas por agentes federales. Lauren y Sandy descubren que Michael es un agente doble de la CIA que ahora se ha vuelto rebelde y que también trabaja para la KGB, y que ha robado una toxina que podría destruir enormes áreas de la naturaleza con sólo unas pocas gotas. La CIA quiere encontrar a Michael para obligarlo a devolver el arma biológica tóxica, mientras que los asesinos rusos son hombres engañados por el agente doble, quien trabaja para Korzenowski, su profesor de teatro.
La persecución lleva a la zona rural de Nuevo México cuando Lauren es tomada como rehén por Michael y sus asociados rebeldes que obligan a un intercambio con la CIA por la toxina, y con Korzenowski con el dinero robado que pretendía darle a Michael. Cuando el intercambio sale mal, Lauren escapa con el dinero y la toxina, con Michael persiguiéndola. Acorralada en una serie de cimas de montañas, Lauren usa sus antiguas habilidades de ballet para evadirlo, lo que culmina en un gran jeté, mientras Michael resbala y presumiblemente muere en las rocas debajo mientras el dinero se pierde entre nativos americanos. Las mujeres forman una amistad duradera y luego interpretan Hamlet juntas, con Lauren en el papel principal y Sandy como Ofelia.

## Reparto
- Shelley Long como Lauren Ames.
- Bette Midler como Sandy Brozinsky.
- Peter Coyote como Michael Santers.
- Robert Prosky como Stanislav Korzenowski.
- George Carlin como Frank Madras.
- John Schuck como el agente Atkins.
- Anthony Heald como el agente Weldon.
- Christopher McDonald como George.

A Shelley Long y Bette Midler se les prometió un crédito en pantalla superior cuando firmaron para hacer la película; sin embargo, ninguna estaba dispuesto a cederle el crédito superior a la otra. Para llegar a un acuerdo, Long recibió el máxima crédito en publicidad al oeste del río Misisipi, y Midler recibió el honor en el este. Este acuerdo se extendió hasta el lanzamiento original en LaserDisc y VHS del título, con discos enviados a minoristas en el oeste con Shelley Long y minoristas en el este recibiendo discos con Bette Midler.
En un episodio de Oprah, Midler comentó que trabajar con Long fue «difícil», haciéndose eco de sentimientos similares entre los jefes de Long en su exitosa serie de televisión Cheers.
Suzanne Somers ha dicho que Michael Eisner le ofreció un contrato para tres películas con Disney que incluía Outrageous Fortune, pero ella lo rechazó. Habría interpretado el papel de Bette Midler.

## Recepción
La película recibió críticas mixtas de los críticos. Actualmente tiene una calificación del 56% en el agregador de reseñas Rotten Tomatoes, según 25 reseñas, lo que indica una respuesta tibia. Por su actuación, Midler recibió una nominación al Globo de Oro.

### Taquilla
Outrageous Fortune tuvo éxito financiero, debutando en el número 2 de la taquilla de Estados Unidos con una recaudación bruta de 6,4 millones de dólares en su primer fin de semana, un récord para Disney en ese momento. Llegó a recaudar 52,9 millones de dólares en Estados Unidos y Canadá.